# Siyabonga Sangweni
Siyabonga Sangweni, född 29 september 1981 i Empangeni, är en sydafrikansk fotbollsspelare som spelar för Orlando Pirates och Sydafrikas landslag.